# Павшинська сільська рада
| Павшинська сільська рада — колишній орган місцевого самоврядування у Мукачівському районі Закарпатської області з адміністративним центром у с. Павшино. Сільській раді підпорядковані населені пункти: - с. Павшино |

## Склад ради
Рада складається з 15 депутатів та голови.

## Керівний склад сільської ради
| ПІБ                        | Основні відомості                                                               | Дата обрання | Дата звільнення |
| -------------------------- | ------------------------------------------------------------------------------- | ------------ | --------------- |
| Пфайфер Іван Йосипович     | Сільський голова, 1958 року народження, освіта, безпартійний                    | 26.03.2006   | 31.10.2010      |
| Пупаш Петро Іванович       | Сільський голова, 1959 року народження, освіта середня спеціальна, безпартійний | 31.10.2010   | 31.10.2015      |
| Кізман Вікторія Степанівна | Сільський голова, 1975 року народження, освіта вища, безпартійна                | 01.11.2015   | 01.08.2019      |

Примітка: таблиця складена за даними джерела